# Apex Predator – Easy Meat
Apex Predator – Easy Meat – piętnasty album studyjny brytyjskiego zespołu Napalm Death. Wydawnictwo ukazało się 23 stycznia 2015 roku nakładem wytwórni muzycznej Century Media Records. W Polsce nagrania trafiły do sprzedaży 26 stycznia 2015 roku nakładem Warner Music Poland.
Album został zarejestrowany, wyprodukowany i zmiksowany pomiędzy kwietniem a październikiem 2014 roku w Parlour Studios w Kettering w Anglii. Partie wokalne nagrano w Studio Hostivař w Pradze w Czechach oraz w Griffin Studios w Las Vegas w Stanach Zjednoczonych. Gościnnie na albumie zagrał gitarzysta John "Bilbo" Cooke, członek formacji Corrupt Moral Altar.
Album dotarł do 25. miejsca listy Billboard Independent Albums w Stanach Zjednoczonych sprzedając się w nakładzie 7 tys. egzemplarzy w siedem tygodni od dnia premiery.

## Lista utworów
Opracowano na podstawie materiału źródłowego.

## Notowania
| Lista                        | Kraj              | Pozycja |
| ---------------------------- | ----------------- | ------- |
| SNEP                         | Francja           | 99      |
| Hitparade.ch                 | Szwajcaria        | 64      |
| GfK Entertainment            | Niemcy            | 36      |
| Billboard Independent Albums | Stany Zjednoczone | 25      |
| Billboard Heatseekers Albums | Stany Zjednoczone | 2       |
| Billboard Hard Rock Albums   | Stany Zjednoczone | 10      |
| Billboard Top Rock Albums    | Stany Zjednoczone | 28      |
| Billboard Tastemaker Albums  | Stany Zjednoczone | 12      |
| UK Albums Chart              | Wielka Brytania   | 120     |
| Oricon                       | Japonia           | 199     |
| IFPI Greece                  | Grecja            | 72      |